# Abies pinsapo
Abeto espanhol (Abies pinsapo) é uma espécie arbórea do género Abies, pertencente à família Pinaceae e de distribuição muito restrita. É parente doutras espécies de abetos de distribuição mediterrânea, é considerada a árvore nacional da Andaluzia, porque nativa das montanhas da Andaluzia. Encontra-se ainda em zonas delimitadas nas montanhas marroquinas do Rif a altitudes entre 1,400–2,100 metros (4,600–6,900 pés) em Jebel Tissouka e Jebel Tazaot.
Foi catalogado para a ciência pelo botânico Helvético Pierre Edmond Boissier, na sua obra Voyage botanique dans le Midi de l´Espagne, 1838.
É uma árvore robusta, podendo atingir 25–30 m de altura e circunferência de 150 cm no tronco, com copa piramidal, que apresenta folhas curtas, de 10 a 15 mm, grossas e rígidas, de ápice agudo.
As florestas peninsulares desta espécie encontram-se apenas na Andaluzia a altitudes de 900-1800 metros. São formações puras ou misturadas em menor número com carvalho-português (Quercus faginea), bordos-de-Granada(Acer monspessulanum e A. opalus subsp. granatense), pinheiros bravos (Pinus halepensis e Pinus pinaster), teixos (Taxus baccata), ou azevinhos (Ilex aquifolium).
O Abies pinsapo prefere amplitudes térmicas moderadas, de verões amenos com uma certa humidade e invernos frios, precipitação elevada na primavera e nevoeiros primaveris e outonais, típicos da montanha de clima sub-mediterrânico. Tendo preferência pelas encostas menos expostas à luz, pode também crescer espontâneamente em locais ensolarados. Esta espécie de árvore adapta-se a subsolos calcários ou rochosos.
Pela sua raridade e longevidade, alguns exemplares têm estatuto de monumentos naturais da Andaluzia; como é o caso do pinsapo de Escaleretas em Istán, Província de Málaga.
Este género é considerado vulnerável e encontra-se na Lista Vermelha de Espécies Ameaçadas da IUCN.